# Zlatník (České středohoří)
Zlatník (německy Schladnig Berg) je vrch a národní přírodní rezervace v Česku pět kilometrů severovýchodně od města Mostu v Ústeckém kraji na katastrálním území České Zlatníky. Jeho vrcholek se nachází v nadmořské výšce 522 metrů. Ze západu a severu jej obepíná čtyřpruhová silnice první třídy I/13 (evropská silnice E442) z Mostu do Bíliny a zároveň jej odděluje od Českých Zlatníků, které leží asi jeden kilometr jihozápadně. Na východě sousedí Zlatník s Želenickým vrchem a na jihu se pozvolna svažuje až k polím u obce Patokryje.

## Geologie a geomorfologie
Zalesněný vrch náleží do Českého středohoří. Vznikl ve třetihorách jako pod povrchem utuhlé magmatické těleso ze sodalitického fonolitu, které bylo erozními procesy vypreparováno z okolních křídových hornin. Na úbočích lze pozorovat výrazné projevy mrazového zvětrávání a odnosu deskovitě odlučné horniny. Některé svahy dosahují sklonu až 70° a vyskytují se na nich mrazové sruby, stěny a trhliny, kamenná moře, kryoplanační terasy, polygonální půdy ad. Západní straně vrchu dominují skalní stěny. Pro své skalní útvary je Zlatník vyhledávaným horolezeckým terénem regionálního významu. Jihozápadní svah skýtá ve výšce 470 metrů také registrované startoviště pro paragliding.

## Ochrana přírody
Vzhledem k přírodním hodnotám bylo území 15. dubna 2017 vyhlášeno jako národní přírodní rezervace Zlatník o rozloze 79,1671 ha.
Území vrchu je cenným dokladem pestré biodiverzity západní části Českého středohoří a zároveň významným geomorfologickým prvkem. Na Zlatníku jsou příkladně zachované suché acidofilní doubravy a teplomilné acidofilní doubravy s kvalitním vřesovištním podrostem a mimořádně zachovanými společenstvy ptačí a hmyzí fauny, stanoviště pestré vegetace skalních stěn a štěrbin a obdobně jako na blízkých okolních vrších se vyskytují suché úzkolisté trávníky s chráněnými rostlinnými druhy, mj. např. s bělozářkou liliovitou, kavylem Ivanovým, kozincem bezlodyžným či tařicí skalní.

## Přístup a výhled
Na Zlatník vede z Českých Zlatníků od jihozápadu červeně značená turistická trasa. Z vrcholu je výhled na blízké vrchy Českého středohoří včetně Ranského středohoří, krajinu chomutovsko-teplické pánve a zejména na okolí města Mostu, Počerady, Litvínov a Krušné hory.